# Binge-watching

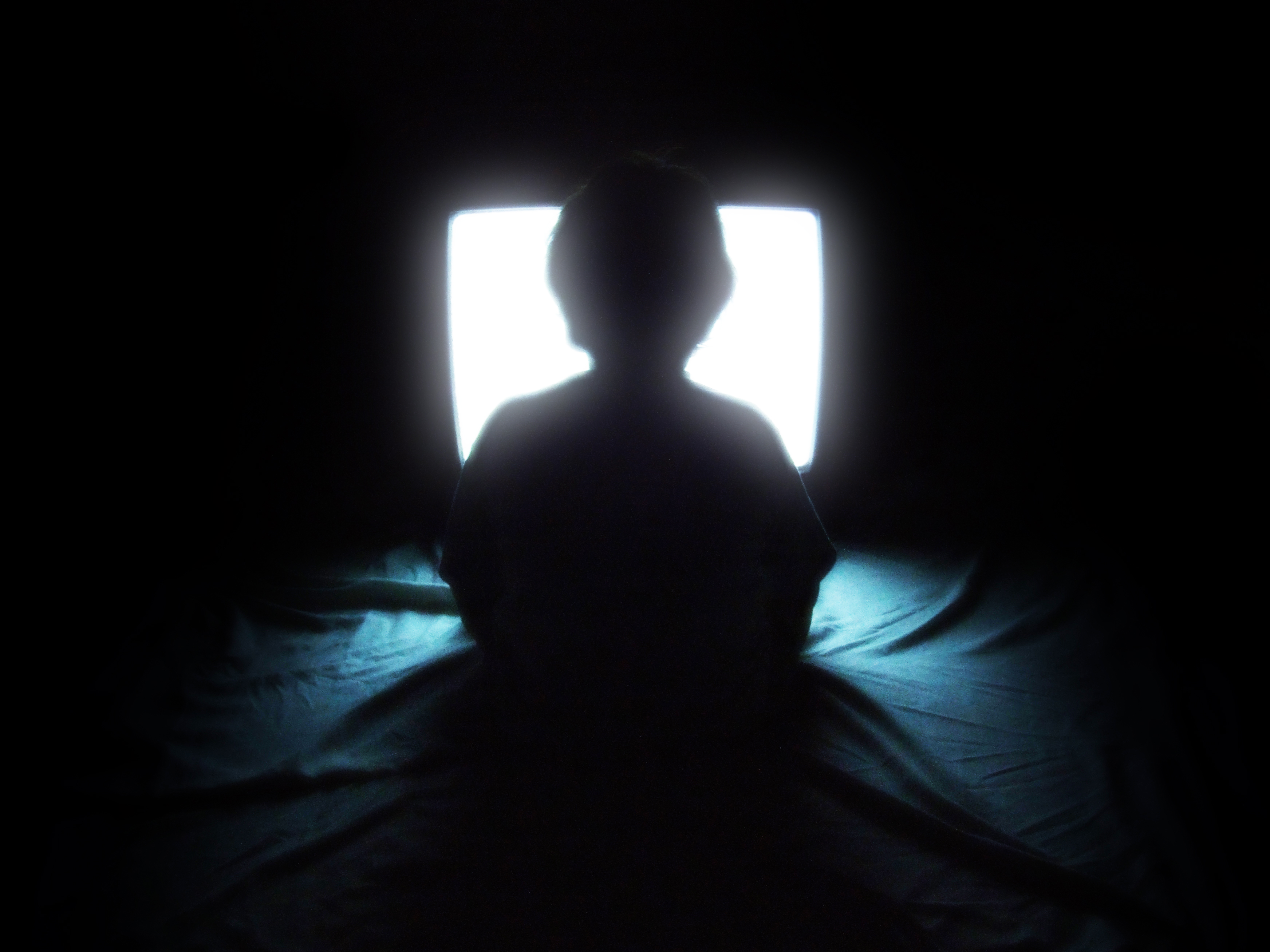
Zjawisko binge-watchingu pojawiło się wraz serwisami streamingującymi programy telewizyjne za pomocą Internetu.

Binge-watching (binge-viewing, marathon-viewing, pol. oglądanie ciągiem) − zjawisko kompulsywnego oglądania seriali, charakteryzujące się oglądaniem kolejno kilku odcinków bez przerwy np. z wykorzystaniem nośników pamięci lub online.
Nie istnieje definicja określająca binge-watching przez minimalną liczbę obejrzanych odcinków, jednak w badaniu przeprowadzonym przez serwis Netflix 73% ankietowanych wskazało binge-watching jako oglądanie od dwóch do sześciu odcinków z rzędu.
Oglądanie seriali powoduje identyfikację z bohaterami tych produkcji, ich doświadczeniami lub emocjami, co powoduje współodczuwanie emocji, sprzyjających oglądaniu kolejnych odcinków. Mechanizm ten jest analogiczny do mechanizmu zmuszającego do nieprzerwanego czytania książki. Chociaż binge-watching nie jest równoznaczny z uzależnieniem, istnieje powiązanie tego zjawiska z problemami z samokontrolą czy zmęczeniem. Binge-watching może wpędzać w stany depresyjne. Istnieje powiązanie między binge-watchingiem a depresją, samotnością i niezdolnością do kontrolowania własnego życia. Przyjmuje się, że osoby będące w nastrojach depresyjnych mają skłonność do oglądania większej liczby programów.
Początki zjawiska miały miejsce wraz z rozwojem ofert wideo na życzenie (VOD), w których jednak oglądanie poszczególnych odcinków serialu było możliwe dopiero po ich premierze telewizyjnej. Pierwszym serialem, którego kolejne serie udostępniano od razu w całości był House of Cards wyprodukowany przez Netfliksa. W badaniu zleconym przez ten serwis, do regularnego praktykowania binge-watching przyznało się 61% ankietowanych.
W języku polskim używa się terminów: bingowanie, bindżowanie, bingować, bindżować.